# Lugo (província)

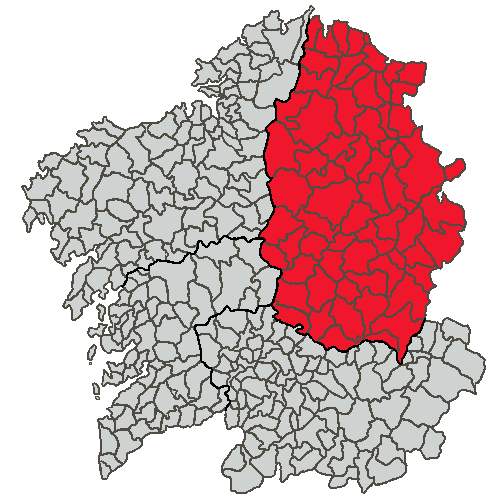
Província de Lugo, Municípios.

Lugo é uma das quatro províncias da Galiza. É a província mais extensa da comunidade e a de menor povoação relativa. Limita a norte com o mar Cantábrico, a oeste com a província da Corunha e a província de Pontevedra, a sul com a província de Ourense e a leste com o Principado das Astúrias e a província de Leão, pertencente a Castela e Leão. A sua capital é Lugo, e as principais localidades trás a capital são Monforte de Lemos, Viveiro, Vilalba, Sarria, Foz, Ribadeo, Chantada e Burela. A sua população é de 357625 habitantes em 2006. Um quarto da população da província vive na capital, Lugo.

## Geografia
A província fica no nordeste da Galiza, e ocupa 9801 km². A população era de 357625 habitantes em 2006, pelo que a província tinha uma densidade populacional de 37,7hab/km².

### Rias
As rias da província de Lugo formam parte das Rias Altas. De Oeste a Leste são:
- Ria do Barqueiro, desembocadura do rio Sor, limite das províncias de Lugo e da Corunha.
- Ria de Viveiro, desembocadura do rio Landro, ao norte de Viveiro.
- Ria de Foz, desembocadura do rio Masma, a leste de Foz.
- Ria de Ribadeo, desembocadura do rio Eo, limite entre a Galiza e as Astúrias.

### Cabos
Os mais conhecidos são:
- Cabo Roncadoira, no concelho de Xove.
- Cabo de San Cibrao, no concelho de Cervo.
- Cabo Burela, no concelho de Burela.

### Rios

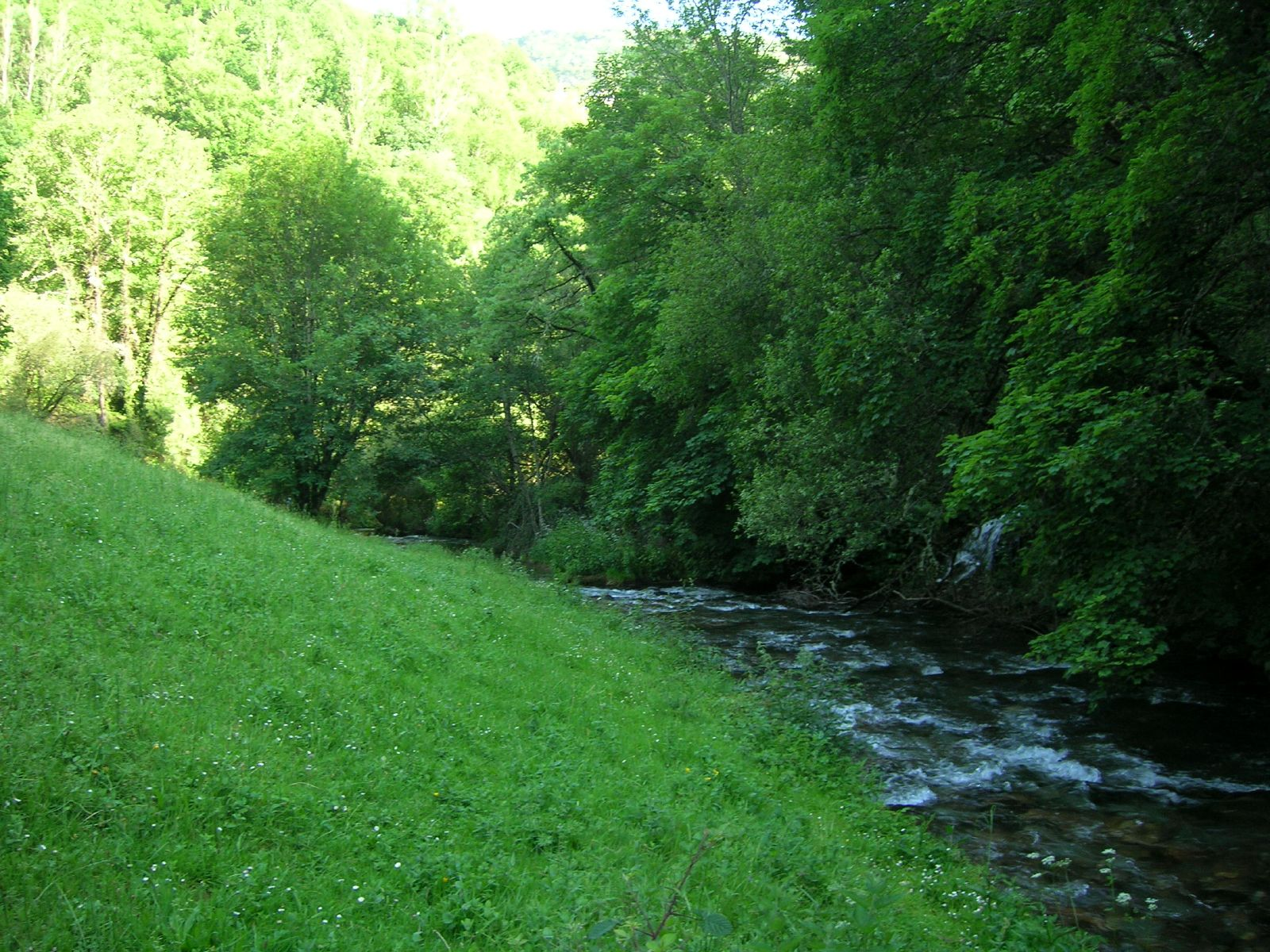
Rio Lor.

O principal rio que a percorre é o rio Minho, que também alcança a província de Ourense e faz depois o limite entre a província de Pontevedra e Portugal, desembocando no Oceano Atlântico. Na Cornija Cantábrica há muitos pequenos rios. O afluente do Minho mais importante nesta província é o rio Sil, um atrativo turístico além da sua riqueza vinícola, também pelo enquadre no que se encontra, a chamada Ribeira Sacra, que abrange o sul da província de Lugo e o norte da de Ourense.
- Rio Minho, nasce na Serra de Meira e desemboca no Oceano Atlântico no limite da galego-português. Atravessa a província de norte a sul, e faz de fronteira numa parte do seu percorrido com a província da Corunha.
- Rio Sil, nasce no Bierzo e desemboca no rio Minho. Na maior parte do seu percorrido pela província faz de limite com a província de Ourense.
- Rio Landro, nasce na Serra do Xistral e desemboca na ria de Viveiro.
- Rio Ouro, nasce na Serra do Xistral e desemboca no mar Cantábrico.
- Rio Masma, nasce na serra da Toxiza e desemboca na ria de Foz.
- Rio Eo, nasce nos Ancares e desemboca na ria de Ribadeo.
- Rio Ladra, nasce na Terra Chá e desemboca no rio Minho.
- Rio Narla, nasce nos montes do Corno de Boi e desemboca no rio Minho.
- Rio Anllo, nasce na Serra do Xistral e desemboca no rio Minho.
- Rio Lea, nasce na Serra do Monciro e desemboca no rio Minho.
- Rio Neira, nasce na Serra do Portelo e desemboca no rio Minho.
- Rio Navia, nasce nos Ancares e desemboca em Návia (Astúrias).
- Rio Cabe, nasce no Incio e desemboca no rio Sil.
- Rio Lor, nasce no Courel e desemboca no rio Sil.

### Usinas
- Usina do Covo, no rio Covo ao seu passo pelo Castelo, no concelho de Cervo.
- Usina de San Xoán, no concelho de Guitiriz.
- Usina de Salime, no rio Navia no seu caminho por Negueira de Muñiz.
- Usina de Belesar, no río Minho ao seu passo pelos concelhos de Guntín, Páramo, Portomarín, Paradela, Taboada, Chantada e O Saviñao.
- Usina de Vilasouto, no rio Mao no seu caminho por Vilasouto, no concelho do Incio.
- Usina dos Peares, no rio Minho ao seu passo pelos concelhos do Saviñao, Chantada, Carballedo e Pantón.
- Usina de Santo Estevo, no rio Sil ao seu passo pelos concelhos de Sober, Nogueira de Ramuín, Parada de Sil e A Teixeira.
- Usina de Sequeiros, no rio Sil no seu caminho por Sequeiros, no concelho de Quiroga.
- Usina de San Martiño, no rio Sil ao seu passo pelos concelhos de Quiroga, Larouco, A Rua de Valdeorras e Petín.

### Lagos
Na província de Lugo há vários lagos na Comarca da Terra Chã:
- Lago de Cospeito, no concelho de Cospeito.
- Lagos de Pedroso, no concelho de Begonte.
- Lagos de Bardancos, no concelho de Castro de Rei.
- Lagos de Reboredo, no concelho de Vilalba.
- Lago de Carballosa, no concelho de Cospeito.
- Lago de Denune, no concelho de Begonte
- Lago de Abelleiras, no concelho de Cospeito.
- Lago de Seixas, no concelho de Cospeito.

### Ilhas
- Ilha Coelleira, na boca oriental da ria do Barqueiro, no concelho do Vicedo.
- Ilha do Sarón, no concelho de Xove.
- Os Farallóns, em frente de San Cibrao, no concelho de Cervo.

### Sistemas montanhosos
Os sistemas montanhosos mais importantes da província são:
- O Xistral, entre A Marinha de Lugo e a Terra Chã, com Cadramón (1019 m) e Monseiván (929 m) como pontos mais altos.
- Os Ancares, fazendo fronteira com Leão e Astúrias, com o pico de Pena Rubia (1821 m) como altura máxima.
- O Courel, ao norte do rio Sil, também em fronteira com Leão, com o monte Faro (1606 m).
- Serra do Faro, com o monte Cantelle (1222 m) fronteira entre Lugo e Pontevedra.
- Cova da Serpe, com o pico do mesmo nome (841 m) entre Lugo e Corunha.

### Localidades importantes
As localidades com mais de 5000 habitantes (2006) são:
| Concelho          | Habitantes |
| ----------------- | ---------- |
| Lugo              | 93450      |
| Monforte de Lemos | 19412      |
| Viveiro           | 15576      |
| Vilalba           | 15455      |
| Sarria            | 13352      |
| Foz               | 9754       |
| Ribadeo           | 9619       |
| Chantada          | 9249       |
| Burela            | 8755       |
| Guitiriz          | 5972       |
| Castro de Rei     | 5785       |
| Cospeito          | 5409       |

## Comunicações

### Ferrocarril
- Corunha-Palencia (Renfe) passando por Lugo, Sarria e Monforte de Lemos.
- Vigo-Monforte de Lemos (Renfe)
- Ferrol-Oviedo (FEVE) passando por Viveiro, Foz e Ribadeo.

### Estradas
- A-6: Arteixo-Corunha-Lugo-Ponferrada-Benavente-Medina del Campo-Madrid.
- N-634 (futura A-8): Baamonde(A-6)-Gijón-Santander-Bilbau (entre Bilbau e Solares, Torrelavega e Unquera, e Llanes e Xixón já está construída a A-8)
- N-120 (futura A-76): Ponferrada-Monforte de Lemos-Ourense
- CRG-2.1: Chantada-Monforte de Lemos
- N-547 (futura A-57): Santiago de Compostela-Lugo
- N-642: Ferrol-Foz
- N-540 (futura A-56): Lugo-Ourense

## Comarcas
A província de Lugo está divida em 13 comarcas que são:
- A Fonsagrada
- A Marinha Central
- A Marinha Occidental
- A Marinha Oriental
- A Ulhoa
- Chantada
- Lugo
- Meira
- Os Ancares
- Quiroga
- Sarria
- Terra Chã
- Terra de Lemos

## Concelhos
As comarcas da província de Lugo dividem-se em 67 concelhos.
Predefinição:Lugo